# Морков, Аркадий Иванович
Граф (с 1796) Арка́дий Ива́нович Мо́рков, иногда также Марков (6 [17] января 1747 — 29 января [10 февраля] 1827) — русский государственный деятель, дипломат, действительный тайный советник (1801). Брат генералов Ираклия и Николая Морковых. На исходе правления Екатерины II «не управляя иностранной коллегией, граф Марков был, однако же, главною её пружиной» (Вигель).

## Возвышение при Екатерине II
Происходил из рода Морковых. Сын помещика Ивана Никифоровича (1702—1778) и Прасковьи Фёдоровны (1711—1774), урождённой Кутузовой. Получил образование на философском факультете Московского университета (1764); в 1764 году начал службу в коллегии иностранных дел; находился на разных должностях в составе миссий в Испании (1768), Польше (1772), Голландии (1775) и Турции (1776).
В 1781—1782 году был послан полномочным министром в Голландию. После обращения Англии и Франции к России с просьбой о посредничестве в заключении мира, был назначен уполномоченным (вместе с русским посланником во Франции князем Барятинским) на мирную конференцию в Париже, где содействовал заключению Версальского мирного договора 1783 года.
В 1783—1784 году был переведён посланником в Швецию. Имея задачей создание в этой стране прорусской партии, которая могла бы воспрепятствовать враждебной России политике шведского короля Густава III, поддерживал оппозиционные круги шведского дворянства. Накануне новой войны (1786) по требованию Густава III был отозван из Стокгольма и назначен третьим членом коллегии иностранных дел (с И. А. Остерманом и А. А. Безбородко).

## Покровительство Зубова
В конфликте Безбородко и нового фаворита Екатерины II графа П. А. Зубова в 1792 году принял сторону последнего:

Его переход принес ему в очень короткое время титул графа, ордена Св. Александра Невского и Владимира, четыре тысячи крестьян в Подольской губернии и многочисленные денежные подарки, в которых он очень нуждался, чтобы удовлетворить роскошной жизнью мадемуазель Хюсс, знаменитую, очень хорошенькую и очень расточительную французскую актрису, с которой Марков жил в гражданском браке.— К. Валишевский. «Вокруг трона». Часть 1, гл. IV.
В годы зубовского фавора граф Морков оказывал, пожалуй, наибольшее влияние на внешнюю политику России. Он подписал торговые договоры с Францией (1787) и Португалией (1787) и союзные договоры с Австрией (1792 и 1795), Пруссией (1792) и Англией (1795), а также принял деятельное участие в дипломатической подготовке второго и третьего разделов Речи Посполитой и подписал Петербургские конвенции 1793 и 1795 годов. В 1796 году возведён с нисходящим потомством в графское достоинство Священной Римской империи.
Уволенный в 1796 году вместе с другими ставленниками Зубова в отставку Павлом I, до 1801 года находился не у дел и жил в своём подольском имении Летичеве, где ему приходилось вести судебные тяжбы по поводу границ своих земель с польскими помещиками. По свидетельству графа Комаровского, «поляки старались оказывать ему всевозможное презрение, считая его одним из главных виновников последнего раздела Польши», а генерал-губернатор Гудович, желая наказать Моркова за вероломство по отношению к Безбородко, чаще всего становился на их сторону.

## Посол в Париже
Летом 1801 года Александр I назначил Моркова послом в Париж, возложив на него, как на человека, по отзыву Карамзина, «знаменитого в хитростях дипломатической науки», заключение мира с Францией.
В ходе переговоров Морков требовал восстановления занятых французами итальянских государств (Сардинии и Неаполя), рассчитывая на заинтересованность Наполеона в заключении с Россией союза для продолжения борьбы с Англией. Но подписание в Лондоне прелиминарного мира между Англией и Францией (1 октября 1801 года) побудило Моркова согласиться на компромиссное решение спорных вопросов и подписать с Талейраном 8 октября 1801 года мирного договора в Париже. Одновременно Морков подписал с испанским послом в Париже Азарой русско-испанский мирный договор (4 октября 1801 года). В 1802 году граф принимал участие в медиатизации немецких княжеств вместе с Талейраном.
Морков считал необходимым противодействовать дальнейшему усилению Франции и постоянно предупреждал своё правительство о далеко идущих завоевательных планах Наполеона. Полагая, что разрыв с Францией и сближение с Англией соответствуют интересам России, он в 1803 году воспрепятствовал осуществлению плана Наполеона прибегнуть к посредничеству Александра I по вопросу о Мальте.

И словоохотливый Долгоруков, обращаясь то к Борису, то к князю Андрею, рассказал, как Бонапарт, желая испытать Марко́ва, нашего посланника, нарочно уронил перед ним платок и остановился, глядя на него, ожидая, вероятно, услуги от Марко́ва, и как Марко́в тотчас же уронил рядом свой платок и поднял свой, не поднимая платка Бонапарта.— Толстой Л. Н. Война и мир. Том первый. Часть третья.
Независимое поведение Моркова, часто граничившее с дерзостью, настойчивость, проявленная им в вопросе о выполнении Францией договора 1801 года, и его откровенные антифранцузские настроения привели к натянутым отношениям с французским правительством. По настоянию Наполеона Александр I отозвал Моркова из Парижа, одновременно наградив в знак одобрения его деятельности орденом Святого Андрея Первозванного, со знаками которого Морков демонстративно явился на последний приём к Наполеону. В ноябре 1803 года покинул Париж.
Назначенный по возвращении в Россию членом Государственного совета, Морков отошёл от политической деятельности. В 1826 году был назначен в Верховный уголовный суд по делу декабристов. Умер от водянки в январе 1827 года. Похоронен на Лазаревском кладбище Санкт-Петербурга.
|  |  |

## Личная жизнь

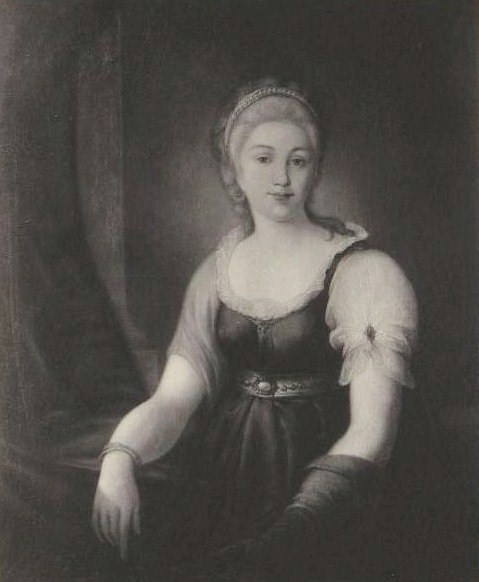
Варвара Аркадьевна

Шишков говорит, что он имел «острый ум и любил всегда подшучивать над другими, многие не любили его за насмешливый нрав». Выразительные глаза и саркастическая улыбка оживляли его некрасивое, рябоватое лицо. Говорят, что когда Екатерина II хотела его женить на своей интимной любимице фрейлине Анне Степановне Протасовой, особе далеко не красивой, Морков отказался от этого брака, сказав: «Она дурна, я дурен, что же мы с нею будем только безобразить род человеческий». Он так и остался неженатым, но от французской актрисы Гюс (Хюсс) имел дочь Варвару Аркадьевну (03.04.1797—06.02.1835), умерла от нервического припадка; замужем за князем С. Я. Голицыным), получившую в 1801 году титул и фамилию отца.

## Отзывы и оценки
Один из приближенных Александра I в начальный период его царствования, министр иностранных дел России в 1804 — 1806 годах, а позднее один из лидеров польского антироссийского движения князь А. А. Чарторыйский так характеризовал А. И. Моркова в своих мемуарах:
В глазах русских это был человек чрезвычайно искусный, прототип и, в некотором роде, последнее живое воплощение дипломатии старых екатерининских времен… Граф Аркадий Морков не всегда оправдывал свою репутацию искусного дипломата. Его легкомыслие было причиной ужасного недоразумения, из-за которого расстроилось бракосочетание шведского короля со старейшей великой княжной, что ускорило смерть Екатерины II-й. Несмотря на свое отвращение к первому консулу и его министрам, граф Морков не сумел ничем помешать расчленению Германии...
Граф Морков ... был врагом Польши, он высказался за ее разрушение, так как все его воззрения и чувства были в соответствии с этим фактом. Он был воплощением духа государства и государственной дипломатии, несправедливой и безжалостной. 
Морков был расточителен и очень неприятен в денежных делах. Он любил подарки, но принимал их лишь в тех случаях, когда был уверен, что это не заденет его гордости.
... Его лицо изрытое оспой, постоянно выражало иронию и презрение. Круглые глаза и рот с опущенными углами напоминал тигра. Он усвоил себе речь и важные манеры старого версальского двора, прибавив к этому еще большую дозу высокомерия. В его общении было мало вежливости и ни следа учтивости. Он прекрасно говорил по-французски, но его слова были больше частью едки, резки и неприятны; в них никогда не проскальзывало и тени чувства.
Согласно оценке известного русского историка С. М. Соловьева:
Морков отличался самыми изысканными придворными манерами XVIII века, утонченной вежливостью, входил и раскланивался по правилам танцевального искусства, ступал на цыпочках, говорил на ухо — и все остроты. Но этот утонченнейший маркиз превращался во льва, когда надобно было охранять интересы и честь России; он принадлежал к таким русским деятелям, о которых говорили, что они "катеринствуют", — к людям, привыкшим при Екатерине считать Россию первым государством в мире, решительницей судеб других народов.